# Ignacio Batallán
Segundo Ignacio Batallán Medina (Catamarca, 29 de abril del 1984) es un jugador de voleibol y voleibol de playa, empresario y modelo argentino. Es también muy conocido gracias a su físico que le vale el apodo de "Hércules", lo cual le permitió hacer algunas prestaciones como modelo.

## Biografía
Ignacio Batallán empezó su carrera en Catamarca (Argentina) en el equipo de la Universidad de Catamarca y siguió en el equipo de Asociación bancaria.
Cuando se fue a estudiar a Córdoba, jugó en el Club Municipalidad de Córdoba, en el club Social y Deportivo La Calera y en el club General Paz Juniors, con el cual pudo jugar en la liga A2 Argentina la temporada 2004-2005.
La temporada 2008-2009, jugó con el AD Voleibol Almendralejo, con el cual logró el ascenso a superior categoría, Liga FEV, proclamándose campeón absoluto de la Primera División y siendo invictos tras 22 triunfos.
El año siguiente, Ignacio Batallán siguió con el mismo equipo, y lograron ascender a la Superliga 2.
La temporada siguiente empezó a jugar Batallán con el Multicaja Fabregas Sport que terminó la temporada 2010-2011 en la novena posición de la Superliga, y la temporada 2011-2012 en la sexta.
Ignacio Batallán estuvo 7 días dentro de los 10 mejores anotadores de la Superliga
Desde el septiembre de 2013, juega y entrena en el Club voleibol Fuengirola, del cual es también el presidente.

## Carrera del jugador

### Voleibol

#### Clubs
| Club                              | De   | A    |
| --------------------------------- | ---- | ---- |
| Universidad de Catamarca          |      |      |
| Asociación Bancaria               |      |      |
| Club Municipalidad de Córdoba     |      |      |
| Club Social y Deportivo La Calera |      |      |
| Club General Paz Juniors          |      |      |
| AD Voleibol Almendralejo          | 2008 | 2009 |
| AD Voleibol Almendralejo          | 2009 | 2010 |
| Multicaja Fabregas Sport          | 2010 | 2011 |
| Multicaja Fabregas Sport          | 2011 | 2012 |
| Club Voleibol Fuengirola          | 2013 | 2014 |

### Voleibol de playa

#### Parejas
| Fecha     | Pareja              |
| --------- | ------------------- |
| 2008      | Gabriel Fernández   |
| 2011      | Rafael Gárzon       |
| 2013-2015 | Miguel Ángel de Amo |
| 2016      | Juan Escalona       |
| 2016      | Daniel Ruiz Posadas |

#### Resultados
- 2011: 9º Satélite del CEV en Vaduz
- 2013:  I Internacionales Ciudad de Valladolid, Madison Beach Volley Tour
- 2013:  I Internacionales Ciudad de Cambrils, Madison Beach Volley Tour
- 2013:  I Internacionales Villa de Laredo, Madison Beach Volley Tour
- 2013:  I Internacionales de Santañí Cala D'or, Madison Beach Volley Tour
- 2013:  Campeonato de España
- 2013:  Madison Beach Volley Tour
- 2014:  I Internacionales de Ibiza, Madison Beach Volley Tour
- 2014:  II Internacionales Villa de Laredo, Madison Beach Volley Tour
- 2014:  I Internacionales de Tarragona, Madison Beach Volley Tour
- 2014:  Madison Beach Volley Tour
- 2014:  Campeonato de España
- 2015:  III Internacionales Villa de Laredo, Madison Beach Volley Tour
- 2015:  Trust Kapital OPEN, Kuopio
- 2015:  Campeonato de España
- 2016:  Campeonato de España

### Biografía
Nacho jugó en el FIVB World Tour de Barcelona, junto a Rafael Gárzon, donde acabaron en la posición 57 El 2011 jugó con Gabriel Fernandez en el FIVB World Tour de Brasilia, donde volvió a repetir posición y en la prueba satélite del CEV Voleyplaya de Vaduz Liechtenstein donde consiguieron la novena posición.
Desde el verano 2013 forma pareja con Miguel Ángel de Amo, en el equipo Batallan-De Amo Voleyplaya,
con el cual jugó el Madison Beach Volley Tour «Madison BeachVolley Tour»., fueron finalistas en los I Internacionales Ciudad de Valladolid, ganaron los I Internacionales Ciudad de Cambrils, fueron finalistas en los I Internacionales Villa de Laredo y los I Internacionales de Santañí Cala D'or. Acabando siendo Subcampeones de España en Reserva de Higuerón (Fuengirola).
«FIVB»..
El verano 2014, ganó junto a Miguel Ángel de Amo los I Internacionales Ciudad de Ibiza, los II Internacionales Villa de Laredo y los I Internacionales de Tarragona. Fueron campeones del Madison Beach Volley Tour y terceros de España en la Final del Campeonato de España en Fuengirola.
Al julio del 2015, ganó los III Internacionales Villa de Laredo, prueba del Madison Beach Volley Tour junto a Miguel Ángel de Amo y se fue a Finlandia donde ganó el Trust Kapital OPEN de Kuopio. En agosto fue Subcampeón de España de Voleiplaya en Reserva de Higuerón (Fuengirola).